# 1974 في جنوب إفريقيا
فيما يلي قوائم الأحداث التي وقعت خلال عام 1974 في جنوب أفريقيا.

## سياسة

### انتهاء فترة المنصب
- 1 يناير – بيك بوتا عضو الجمعية الوطنية لجنوب أفريقيا ‏.

## رياضة
- 30 مارس – جائزة جنوب أفريقيا الكبرى 1974 الفائز كارلوس ريوتيمان.

## مواليد

### يناير
- 1 يناير – تراسي روز فنانة جنوب أفريقية.[1]
- 1 يناير – ماثيو هيندلي رسام جنوب أفريقي.
- 8 يناير – نيكولاس وايت درّاج طريق جنوب أفريقي.
- 10 يناير – جافيت زيوانى لاعب كرة قدم جنوب أفريقي.[2]
- 17 يناير – ماكسين كيس كاتبة جنوب أفريقية.
- 19 يناير – ديان إس كومينز[3]

### فبراير
- 7 فبراير – ستيف ناش[4]

### مارس
- 5 مارس – ميجان هال تريثلت جنوب أفريقية.
- 14 مارس – مارك فيش لاعب كرة قدم جنوب أفريقي.[5]
- 16 مارس – براين بالويي لاعب كرة قدم جنوب أفريقي.[6]
- 18 مارس – بينيت منغوني لاعب كرة قدم جنوب أفريقي.[7]
- 24 مارس – جاكوب ليغيثو لاعب كرة قدم جنوب أفريقي.[8]

### أبريل
- 7 أبريل – أندرو تومسون
- 26 أبريل – لويز بارنز ممثلة جنوب أفريقية.[9]

### مايو
- 6 مايو – لويد فيريرا لاعب كركيت جنوب أفريقي.
- 15 مايو – جاي رودان
- 23 مايو – رودني غرين دراج جنوب أفريقي.
- 31 مايو – أنطون ليونارد لاعب رغبي جنوب أفريقي.

### يونيو
- 22 يونيو – ألفريد فيري لاعب كرة قدم جنوب أفريقي.[10]
- 26 يونيو – سيريل نزاما لاعب كرة قدم جنوب أفريقي.

### يوليو
- 10 يوليو – تيبوهو موكوينا لاعب كرة قدم جنوب أفريقي.[11]
- 11 يوليو – ميشيل كلير إدواردز لاعب تنس الريشة.[12]

### أغسطس
- 9 أغسطس – زين بيكا
- 22 أغسطس – ماثيو بوكلاند صحفي جنوب أفريقي.
- 30 أغسطس – راسيل دومينغو لاعب كركيت جنوب أفريقي.

### سبتمبر
- 26 سبتمبر – واتكن تودور جونز فنان جنوب أفريقي.[13]

### أكتوبر
- 8 أكتوبر – كيفن ريتشاردسون[14]
- 22 أكتوبر – ثابو موكي لاعب كرة قدم جنوب أفريقي.

### نوفمبر
- 5 نوفمبر – كاسيوس بالوي ملاكم جنوب أفريقي.

## وفيات

### فبراير
- 2 فبراير – جيمس كانتور (مواليد 1927) محامي جنوب أفريقي.

### مايو
- 7 مايو – دادلي كلارك (مواليد 1899) ضابط مخابرات من المملكة المتحدة ورائد تكتيكات الخداع العسكري الاستراتيجي.[15]

### يونيو
- 2 يونيو – اريك ماركس (مواليد 1895) لاعب كركيت جنوب أفريقي.

### سبتمبر
- 2 سبتمبر – هيو ليزلي (مواليد 1900) سياسي أسترالي.

### أكتوبر
- 19 أكتوبر – كليفورد ديفيس (مواليد 1900) منافِس أوليمبي جنوب أفريقي.